# Waldemar Brockmann
Waldemar Brockmann (* 9. Mai 1920) ist ein ehemaliger deutscher Fußballspieler und -trainer. Von 1948 bis 1951 absolvierte der Verteidiger für seinen Verein Rot-Weiss Essen in der damals erstklassigen Fußball-Oberliga West 63 Ligaspiele.

## Laufbahn
„Wally“ Brockmann war ein echter Rot-Weisser, er spielte als Fußballer nur für die Mannschaft aus Bergeborbeck, Rot-Weiss Essen. Ab 1939/40 war er mit RWE in der Gauliga Niederrhein im Einsatz und kam auch in den Kriegsjahren im Tschammer-Pokal zum Einsatz. Nach Ende des Zweiten Weltkriegs gehörte er der Mannschaft von Rot-Weiss an, die in der Saison 1946/47 in der Ruhrbezirksliga den dritten Platz belegte und damit nicht zum Start der Oberliga 1947/48 im Westen angehörte. Nach einem Entscheidungsspiel am 8. März 1948 in Duisburg gegen den punktgleichen VfB Hilden 03 gewannen Brockmann und seine Mitspieler mit RWE die Meisterschaft in der Landesliga Niederrhein. In den Spielen um die Niederrheinmeisterschaft setzten sie sich anschließend gegen den Duisburger SpV und den Lokalrivalen TuRa 86 Essen durch und stiegen somit zur Saison 1948/49 in die Oberliga West auf. Zur Aufstiegsmannschaft von Trainer Werner Sottong gehörten neben Verteidiger Brockmann unter anderem die Mitspieler Fritz Abromeit, August Gottschalk, Josef Gipka, Günther Karger und Erwin Zöllmann.
In der ersten Oberligasaison 1948/49 erreichte die Mannschaft von Direktor Georg Melches hinter Borussia Dortmund die Vizemeisterschaft und zog in die Endrunde um die deutsche Fußballmeisterschaft ein. In der Elf von Trainer Raymond Schwab hatte Brockmann 16 Ligaspiele absolviert. Im Qualifikationsspiel setzte sich aber am 29. Mai 1949 in Braunschweig die „Wunderelf“ der Altinternationalen des FC St. Pauli mit Karl Miller, Walter Dzur und Hans Appel klar mit 4:1 Toren durch. Im ersten Trainerjahr von Karl Hohmann, 1949/50, absolvierte Brockmann als Verteidiger im damals praktizierten WM-System alle 30 Rundenspiele und RWE belegte den dritten Rang, der 1950 zum Einzug in die Endrunde berechtigte. In dieser traf die Mannschaft von der Hafenstraße auf die Fritz-Walter-Elf vom 1. FC Kaiserslautern. Das erste Spiel am 21. Mai endete in Karlsruhe 2:2 unentschieden nach Verlängerung und „Wally“ hatte zusammen mit Werner Göbel das Verteidigerpaar gebildet. Im Wiederholungsspiel setzten sich die „Roten Teufel“ vom Betzenberg in Köln mit 3:2 Toren nach Verlängerung durch. Seine letzten 17-Oberligaspiele absolvierte Brockmann in der Saison 1950/51 an der Seite von Heinz Wewers.
Nach dem Ende seiner Spielerkarriere war er über Jahre als Trainer der RWE-Amateure im Einsatz. Kurzzeitig war er 1962/63 auch Trainer der Rot-Weissen in der damaligen 2. Liga West.